# 東京化学同人
株式会社 東京化学同人（とうきょうかがくどうじん、Tokyo Kagaku Dozin）は、主に理・工・農・薬・医・家政学・情報系などの教科書類、専門書、辞典類および雑誌を出版・販売する日本の出版社。

## 沿革
- 1961年（昭和36年）創業
- 2024年、第40回梓会出版文化賞特別賞を受賞

## 出版物

### 辞典
- 化学辞典
- 化学大辞典
- 生化学辞典
- 分子細胞生物学辞典
- 生物学辞典

### 化学入門・一般化学
- 化学入門
- 化学：基本の考え方を中心に
- ブラディ一般化学（上・下）
- マクマリー一般化学（上・下）
- 化学：基本の考え方を学ぶ（上・下）

### 基礎の化学実験
- 基礎化学実験ＤＶＤ付
- 基礎化学実験安全オリエンテーション（DVD付き）
- バイオ系実験安全オリエンテーション　ＤＶＤ付

### 物理化学
- アトキンス物理化学要論
- アトキンス物理化学（上・下）
- マッカーリ・サイモン物理化学（上・下）

### 無機化学
- 基本無機化学
- ハウスクロフト無機化学（上・下）
- ハウス無機化学（上・下）
- シュライバー・アトキンス無機化学（上・下）

### 有機化学
- マクマリー有機化学概説
- マクマリー有機化学（上・中・下）
- クライン有機化学（上・下）
- ジョーンズ有機化学（上・下）
- ウォーレン有機化学（上・下）
- ブラウン有機化学（上・下）

### 分析化学・構造解析
- 分析化学
- スクーグ分析化学
- 有機化合物のスペクトルによる同定法

### 高分子化学
- 基礎高分子科学

### 環境科学
- 環境と化学
- 環境・生命科学
- 環境科学要論

### 工業化学・材料科学
- 資源・エネルギー工学要論
- 材料科学

### 生物工学
- 遺伝子工学
- 基礎講義 遺伝子工学Ⅰ・Ⅱ　アクティブラーニングにも対応

### 生化学・分子生物学
- ヴォート基礎生化学
- ヴォート生化学（上・下）
- ストライヤー生化学
- ストライヤー基礎生化学
- ミースフェルド生化学
- ホートン生化学
- 基礎分子生物学

### 細胞生物学
- クーパー分子細胞生物学
- カープ分子細胞生物学
- 分子細胞生物学

### 生物学
- 生物学入門
- ビジュアル コア生物学
- スター 生物学
- ケイン生物学
- マーダー生物学
- モリス 生物学　生命のしくみ
- 生態学入門

### 物理学
- 基礎コース物理学
- 物理学入門
- サーウェイ基礎物理学（全4巻）
- 基礎講義物理学　アクティブラーニングにも対応

### 数学・統計学・データ解析
- 数学入門
- 基礎数学Ⅰ 集合・数列・級数・微積分
- スチュワート微分積分学
- Rで学ぶ統計学入門
- 計測における誤差解析入門
- 実験データ分析入門　統計の基礎と実践的な使い方

### 情報科学
- ダイテル　Pythonプログラミング　基礎からデータ分析・機械学習まで
- 13歳からのPython入門 新時代のヒーロー養成塾
- Pythonで学ぶプログラミング入門
- Python,Rで学ぶデータサイエンス
- Python・クラウドを用いた実践ＡＩ開発
- 進化するオートメーション AI・ビッグデータ・IoTそしてオートノマスが拓く未来
- 天才プログラマー タンメイが教えるJulia超入門
- ビッグデータ超入門
- ロス・キニー論理回路
- Python，TensorFlowで実践する深層学習入門 しくみの理解と応用

### 医学・薬学・看護学
- 薬学用語辞典
- プライマリー薬学シリーズ（全5巻・6冊）
- スタンダード薬学シリーズⅡ（全9巻・26冊）
- 基本を学ぶ看護シリーズ（全５巻）
- 創薬化学　メディシナルケミストリーへの道
- バイオ医薬　基礎から開発まで
- 次世代医薬とバイオ医療

### 食品学・栄養学
- 新スタンダード栄養・食物シリーズ（全19巻）

### 語学
- 科学者・技術者のための英語論文の書き方
- 科学者・技術者のための英語プレゼンテーション（CD付）
- ライフサイエンスのための英語　Ⅰ．基本スキル編
- 薬学生のための英語会話 音声データダウンロードサービス付

### よみもの
- 科学のとびら
- 桝 太一が聞く 科学の伝え方
- 新元素ニホニウムはいかにして創られたか
- 科学探偵　シャーロック・ホームズ
- 新型コロナワクチン 遺伝子ワクチンによるパンデミックの克服
- 新型コロナ超入門  次波を乗り切る正しい知識
- 新型コロナウイルス  脅威を制する正しい知識
- お酒を120％楽しむ！

### 雑誌
- 現代化学 (雑誌) - 化学月刊誌

(2022年9月30日現在）